# 러시아 수면 실험
러시아 수면 실험(Russian Sleep Experiment)은 소련 시대의 과학 실험에서 5명의 피험자가 실험적인 수면 억제 자극제에 노출되었다는 이야기를 그린 크리피파스타로, 도시전설의 기초가 되었다. 스놉스(Snopes), News.com.au 및 LiveAbout을 포함한 많은 언론 기관에서는 실명이 알려지지 않은 오렌지소다(OrangeSoda)라는 사용자가 2010년 8월 10일에 게시한 현재 크리피파스타 위키(Creepypasta Wiki)라는 이름의 웹사이트에서 이야기의 기원을 추적한다.

## 구성
이 이야기는 1947년에 소련의 비밀 시험 시설에서 진행된 실험에 대해 설명한다. 그곳에서 과학자들은 시험 대상에게 잠을 방해하는 자극제 가스를 투여했다. 실험이 진행됨에 따라 수면 부족으로 인해 대상이 가스에 중독된 폭력적인 좀비 같은 생물로 변하는 것으로 나타났다. 이야기가 끝나면 과학자 한 명을 제외하고 모든 캐릭터가 죽는다.